# Mayetia grayae
Mayetia grayae är en skalbaggsart som beskrevs av Schuster 1961. Mayetia grayae ingår i släktet Mayetia och familjen kortvingar. Inga underarter finns listade i Catalogue of Life.